# 322539 Telsiai
322539 Telsiai este o planetă minoră (asteroid) din centura de asteroizi. A fost descoperită pe 17 octombrie 2006 la Catalina Station⁠(d) de . 
Obiectul prezintă o orbită caracterizată de o semiaxă mare de 2,6752102012105 UAi, o excentricitate de 0,15940274758213, o înclinație de 3,079637558351 ° în raport cu ecliptica.